# Línea 12 A (San Juan)
La línea 12 A es una línea de colectivo del aglomerado urbano del Gran San Juan, en la provincia argentina de San Juan.
Esta línea recorre el sector noreste, noroeste y este de dicha urbanización, en los departamentos de Santa Lucía, Rivadavia y Capital. 
Es administrada por la empresa privada de Alto de Sierra SRL.

## Recorrido
Villa San Lorenzo - Sarmiento - Férmin Rodríguez - Roger Balet - Colón - Avenida Libertador General San Martín - Las Heras - Alberdi - Las Heras - Falucho - Las Heras - Lateral Norte de Av.Circunvalación - Scalabrini Ortiz - Sargento Cabral - Paula Albarracín de Sarmiento - Viamonte - Dominguito - Matias Zavalla - Sargento Cabral - Scalabrini Ortiz - Falucho - Las Heras - Alberdi - Las Heras - Avenida Libertador General San Martín - Colón - Roger Balet - Rodríguez - Sarmiento - Villa San Lorenzo.